# Wing, a kínai pacsirta
A Wing, a kínai pacsirta (Wing) a South Park című rajzfilmsorozat 128. része (a 9. évad 3. epizódja). Az Egyesült Államokban 2005. március 23-án, Magyarországon pedig 2007. augusztus 8-án mutatták be. 

## Cselekmény
|  | Alább a cselekmény részletei következnek! |

Miután értesülnek róla, hogy Token a „Fekasztár” tehetségkutató-versenybeli győzelme után a szépségkirálynő-választáson lép fel 200 dollár fizetésért, Stan, Cartman, Kyle és Kenny elhatározzák, újdonsült ügynökségükkel hasznot húznak osztálytársuk tehetségéből. Token azonban a gála után egy másik ügynökséghez szerződik, és a fiúknak már csak a Wok Város tulajdonosának felesége, Wing marad, akit nemrégiben a kínai maffia szöktetett meg Kínából.
A srácok eleinte kételkednek az asszony tehetségét illetően, de miután megtudják, hogy meghívták az Amerika csillaga (eredetileg American Idol) című műsor meghallgatására, beleegyeznek, hogy a Vadállat Tehetségkutató Iroda (angolul Super Awesome Talent Agency) Los Angeles-ben is egyengesse Wing karrierjét. A dolog azonban nem úgy megy, ahogyan eltervezték, hisz a meghallgatásokra egy hatalmas sor ember várakozik. Csalódottan sétálgatva akadnak rá egy másik műsorra, A riválisra (The Contender), melynek maga Sylvester Stallone a házigazdája, és éppen egy megüresedett helyre várnak játékost.
Eközben South Parkban a maffia meglátogatja Tuong Lu Kimet a felesége hollétéről kérdezve. Miután kiborították a „wozsos csirkét” és a „wozsos marhát”, az étteremtulajdonos kétségbeesetten elárulja, hogy Wing Los Angelesben van, ahol egy tehetségkutató versenyen készül fellépni. A fiúk ezalatt az előre magukénak érzett pénznyereményt ünnepelve jönnek rá, hogy a nőt nem találják sehol. Végül egy fekete limuzinban, napszemüveges, öltönyös emberek társaságában pillantják meg őt, és a maffiáról azt hiszik, a Tokent is elrabló ügynökség vitte el Winget. Egy elhagyott névjegykártya alapján végül nyomozni kezdenek.
Stan, Kyle, Cartman és Kenny elámul a hatalmas villától és a három emelet magas szökőkúttól, melyről úgy gondolják, az átcsábított ügyfelek pénzeiből épülhetett csak ilyen nagyra. Ekkor a fegyveres őrök rátámadnak a srácokra, de elvétnek minden lövést. Eric is kezébe fog egy gépfegyvert, és ész nélkül lövöldözve leöl minden támadót. Vitázni kezdenek Wing tulajdonlása felett, végül Kyle állít le mindenkit, figyelmeztetve, hogy az asszony élete senkihez sem tartozik. A maffiafőnök igazat ad neki, és kijelenti, hogy feloszlatja a társaságát.
Végül Wing mégis énekel Sylvester Stallone (kinek nagyon megtetszett a nő hangja) fiának esküvőjén, ahol mind megállapítják, hogy gyönyörű hangja van. A lagzin pedig megpillantják Tokent is, aki pincérkedéssel próbál pénzt keresni a hazajutáshoz, miután rájött, hogy az ügynökségek nem jók semmire. Az epizód végén Wing (aki egy létező személy) honlapjának címe látható.

## Kenny halála
- Bár nem látszik, Kennyt valószínűleg a kínai maffia egy tagja lőtte le. Később Kyle lehajol a holttestéhez, és megígéri neki, hogy visszaszerzik Winget.

## Utalások
- Ez epizódban Token Lou Rawls You'll Never Find Another Love Like Mine című dalát énekli, azonban Adrian Beard (Token angol hangja) helyett Lou Warls eredeti verzióját gyorsították fel, ahogyan a főszereplők angol hangját is felgyorsítják. Ez egyébként a dal második megjelenése a sorozatban.
- Sok utalás van A sebhelyesarcú című 1983-as amerikai filmre, többek közt a kínai maffia főhadiszállása emlékeztet a filmben látható épületre.
- Cartman kétszer is úgy tesz, mintha híres emberek hívnák telefonon, hogy lenyűgözze leendő ügyfeleit. Az első alkalommal Abraham Lincolntól „kap hívást”, másodszorra pedig a KFC (Kentucky Fried Chicken) 25 éve holt alapítójával cseveg.
- Cartmanék pincéjében látszik egy poszter Bill Cosbyról a Túlvilági papa (Ghost Dad) című filmből.
- A kínai maffia vezére Kenji Kasenre emlékeztet a Grand Theft Auto III-ból.
- A pince-iroda egy asztalkáján látható a „Vague” magazin egy példánya, ami utalás a Vogue magazinra.
- A magyar változatban a „Fekasztár” című tehetségkutató rendezvény (angolul Colorado Child Star Contest) utalás a TV2 Megasztár műsorára.
- A jelenet, ahogy a fiúk és a kínai maffia a legkülönfélébb nagy kaliberű fegyverekkel lőnek, utalás lehet a Mátrix című film gyakori lövöldözős jelenteire.

## Érdekességek
- Cartmanék házának címe az epizód szerint 23345 Ave. de los Mexicanos, azonban a Beszauruszok című részben a táskán, melyet Jakov megtalál Cartman címéül 21208 E. Bonanza Circle van feltüntetve.
- Cartman és Kyle mindketten Heckler & Koch G36 gépfegyvert kapnak a kezükbe.
- Az epizód kommentárja szerint Trey Parker és Matt Stone akkor határozták el egy Wingről szóló rész megalkotását, mikor egy barátjuk megmutatta nekik a weblapját, és meghallgatták az AC/DC dalok feldolgozását tartalmazó CD-jét, sőt, ha nem volt ötletük, vagy frusztráltak lettek, Wing zenéje megoldást jelentett számukra. A kommentárban azt is elmondják, hogy Wing egész személye (főleg az AC/DC dalai) vagy egy „nagyon állat vicc” vagy egy „nagyon állat nem-vicc”.
- Wing egyetlen kívánsága az epizóddal kapcsolatban az volt, hogy beleszólhasson a rajzolt karakterébe.